# La luz de un fósforo
La luz de un fósforo es una película de Argentina en blanco y negro dirigida por Leopoldo Torres Ríos según su propio guion escrito en colaboración con David Cabouli sobre la obra homónima de Pedro E. Pico que se estrenó el 15 de mayo de 1940 y que tuvo como protagonistas a Severo Fernández, Pepita Serrador, Susy del Carril y Eduardo Sandrini.

## Sinopsis
Un hombre apocado inventa frente a sus amigos una aventura amorosa con una cantante pero las circunstancias lo llevarán a conquistarla.

## Reparto
Intervinieron en el filme los siguientes intérpretes:
- Severo Fernández … Pedro González "Golito"
- Pepita Serrador …Graciela Bernardi
- Susy del Carril …Cholita
- Eduardo Sandrini …Polo
- Mecha López ...	Asunta
- Héctor Calcaño ... Rodrigo Arredondo
- Arturo Palito
- Vicente Forastieri
- Gracia del Río
- Pablo Racioppi
- Elvira Remet
- Francisco Plastino
- Esther Vani

## Comentarios
En la crónica de Crítica se indicó que "Severo Fernández encara el protagonista en forma estimable, con una depuración y una sobriedad no siempre presente en su labor ante las cámaras" y Roland escribió que el filme:

"prueba que el factor argumento es principalísimo...El sonido es excelente...y la iluminación notifica las reconocidas aptitudes de Carlos Torres Ríos"